# 810 هـ
810 هـ هي سنة في التقويم الهجري امتدت مقابلةً في التقويم الميلادي بين سنتي 1407 و1408.

## مواليد
- ابن سودون
- الشمني
- خضر بك
- إبراهيم بن محمد الناجي